# Platja de Rosés
La platja de Rosés és una platja natural situada al sud del municipi de Sitges (Garraf), rodejada de penya-segats, entre la punta de les Coves, a llevant, i la platja de l'Home Mort, a ponent, dins de l'espai agroforestal dels Colls i Miralpeix. Té una longitud de 69 metres i una amplada mitjana de 6 metres, formada per sorra i grava. És una platja nudista, de difícil accés, a la que s'hi arriba a peu des de la platja de les Coves.